# Età per il pensionamento di vecchiaia
L'età per il pensionamento di vecchiaia, comunemente detta anche età pensionabile, nel sistema pensionistico italiano relativo alla previdenza di primo pilastro o previdenza sociale, è uno dei requisiti previsti dalla legge per aver accesso alla pensione di vecchiaia.
Il sistema pensionistico pubblico è del tipo gestione a ripartizione che fornisce prestazioni applicando uno schema pensionistico con formula delle rendite predefinita.

## Applicazione
L'età per il pensionamento di vecchiaia è un requisito previsto sia dallo schema pensionistico con formula delle rendite predefinita (che utilizza il metodo di calcolo retributivo o misto) sia dallo schema pensionistico con formula della rendita predefinita sulla contribuzione e la crescita e senza patrimonio di previdenza (che utilizza il metodo di calcolo contributivo a capitalizzazione simulata sulla crescita), per avere accesso alla pensione di vecchiaia. Gli altri requisiti sono l'anzianità contributiva e il versamento dei contributi previdenziali minimi previsti dai vari enti previdenziali. Nel 2018 è richiesto il requisito di 66 anni e 7 mesi di età anagrafica, con almeno 20 anni di contributi. Nel 2019 è richiesto il requisito di 67 anni di età anagrafica, sempre con almeno 20 anni di contributi. Requisiti diversi sono previsti per particolari categorie di lavoratori.

### Leggi
- Costituzione della Repubblica Italiana

- Decreto legislativo 30 dicembre 1992, n. 503, in materia di "Norme per il riordinamento del sistema previdenziale dei lavoratori privati e pubblici, a norma dell'articolo 3 della legge 23 ottobre 1992, n. 421."